# Klaus Gelhaar
Klaus Gelhaar (* 1938 in Königsberg; † 13. August 2012 auf Teneriffa) war ein deutscher Bühnenbildner.
Er studierte von 1958 bis 1962 Bühnenbild in der Bühnenbildklasse der Meisterschule für Kunsthandwerk Berlin. Von 1965 bis 1968 arbeitete er als Assistent von Wilfried Minks und arbeitete anschließend an Inszenierungen von Peter Zadek, Kurt Hübner und Peter Palitsch. Von 1972 bis 1976 war er Mitglied im Direktorium des Frankfurter Schauspiels. Von 1981 bis 1992 war er Professor für Bühnenbild und Kostüm an der Hochschule für Gestaltung Offenbach am Main.
Er realisierte zahlreiche Bühnenbilder an Theatern in Frankfurt am Main, Stuttgart, Heidelberg, Bochum, München, Köln, Bremen, Nürnberg, Karlsruhe, Wiesbaden, Darmstadt und Kassel.